# Ameiurus nebulosus
Ameiurus nebulosus là một loài cá da trơn trong họ Ictaluridae và phân bố rộng rãi ở Bắc Mỹ. Nó là một loài cá da trơn đầu bò và cũng tương tự như cá da trơn đen (Ameiurus melas) và cá da trơn vàng (Ameiurus natalis). Ban đầu nó được mô tả với danh pháp "Pimelodus nebulosus" bởi Charles Alexandre Lesueur vào năm 1819, và cũng được gọi là "Ictalurus nebulosus.
Cá đầu bò nâu là một biểu tượng gia tộc quan trọng của nhóm các dân tộc bản địa Bắc Mỹ Ojibwe. Trong truyền thống của họ, cá đầu bò "wawaazisii" là một trong sáu con người đi ra từ biển để hình thành các thị tộc ban đầu.

## Nơi sinh sống

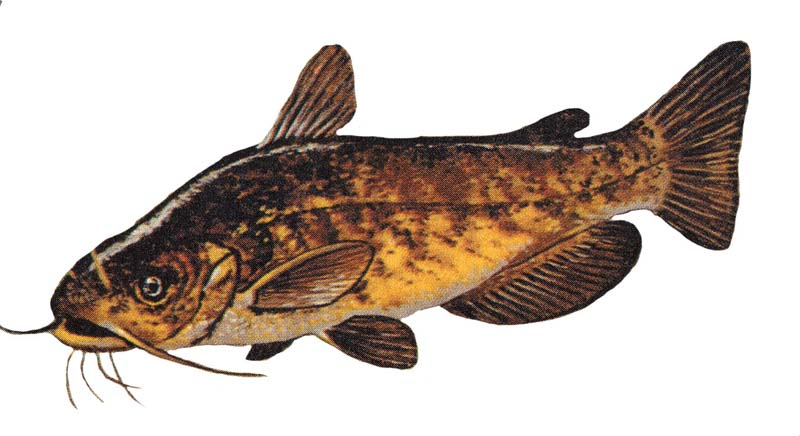
Ameiurus nebulosus

Loài cá này phát triển mạnh trong nhiều môi trường sống, bao gồm các hồ, ao với oxy thấp và/hoặc các điều kiện lầy lội. Ở nhiều vùng của Hoa Kỳ, loài cá này là những loài săn mồi cơ hội ăn tầng đáy. Chúng ăn côn trùng, đỉa, ốc, cá, nghêu, và nhiều loài thực vật. Chúng cũng ăn ngô, mà có thể được sử dụng làm mồi câu. Tương tự như cá da trơn khác, chúng đẻ trứng chỉ sau khi nhiệt độ của nước đã đạt đến 80 độ F (27 °C) (mát hơn ở Mỹ phía Bắc) trong tháng Sáu và tháng Bảy.

## Loài xâm lấn
Loài cá này được nhập nội vào nhiều nước châu Âu, cũng như Chile, Puerto Rico và New Zealand.